# 마니자 (가수)
마니자(러시아어: Манижа, 타지크어: Манижа, 1991년 7월 18일 ~ )는 러시아, 타지키스탄의 싱어송라이터이다. 유로비전 송 콘테스트 2021에 러시아 대표로 참가했으며, 참가곡은 "Russian Woman"이다.

## 음반 목록

### 정규 음반
- Manuscript (2017)
- ЯIAM (2018)

### EP
- Womanizha (2019)